# Piaski (Długi Bród)
Piaski – przysiółek wsi Długi Bród w Polsce, położony w województwie podlaskim, w powiecie hajnowskim, w gminie Dubicze Cerkiewne.
W latach 1975–1998 przysiółek administracyjnie należała do województwa białostockiego.
Nazwa Piaski pojawia się w latach 70. XIX wieku zarejestrowana w cerkiewnych dokumentach. W starszej dokumentacji kościelnej nieliczni mieszkańcy identyfikowani byli jako zamieszkujący osadę strzelecką, jedną z wielu na pograniczu puszczańskim (na zachodniej ścianie puszczy osadników rozmieszczano w odległości wiorsty - mówi jedno z uzasadnień; inne sugeruje, że osada pojawiła się na drodze z Witowa do znacznie starszego wchodu, nazywanego Koźliska). Najstarsza ze znanych wzmianek o mieszkańcach tego miejsca mówi: W Witowskim obrembie w roku 1792 mieszkał Lukasz Kendyś i Janko Panasiuk.
Do wybuchu I wojny światowej liczba mieszkańców nie przekraczała 40 osób (minimum kilkanaście osób od lat 70. XIX wieku). 
W czasie I wojny światowej większość ówczesnych mieszkańców udała się na tzw. „bieżenstwo”. Po 1941 roku niemieccy okupanci wydali rozkaz przesiedlenia wszystkich mieszkańców wraz z zabudowaniami do sąsiadującego Witowa.
Piaski otrzymały drogę brukową w połowie lat 60. Przedtem istniała droga piaszczysta, z dużo większą krzywizną osi niż obecnie. W 1967 roku wieś została zelektryfikowana. W 2000 roku Piaski otrzymały linię wodociągu.
Wieś należy do sołectwa obejmującego wsie Długi Bród i Zabagonie. 
Prawosławni mieszkańcy przysiółka należą do parafii Podwyższenia Krzyża Pańskiego w Werstoku.